# Cabezarados
Cabezarados es un municipio español situado en la provincia de Ciudad Real en la comunidad autónoma de Castilla-La Mancha. Cuenta con una población de 322 habitantes (INE, 2019).

## Geografía
Se encuentra entre Ciudad Real y Almadén, a 27 km de Puertollano. El acceso por carretera se puede realizar por la comarcal C-424 que une Puertollano con Almadén, la carretera local de Los Pozuelos de Calatrava y la carretera que une Abenójar con Corral de Calatrava.
Limita al norte con Abenójar, al este con Corral de Calatrava, al sur con Villamayor de Calatrava y al oeste con Almodóvar del Campo.

## Historia
Son mencionados en las relaciones topográficas de Felipe II de 1575 una atalaya y población fortificada en la sierra del Castellar y Sierra Gorda de época prerromana de las que a día de hoy no se distingue resto alguno. No existe referencia alguna a los habitantes de esta zona, pero los mapas de las extensiones de los pueblos iberos oretanos-germanos, ocupando la parte del Guadiana al oeste de Alarcos hacen que sea la opción más probable.
En las mismas relaciones topográficas de Felipe II se puede leer que en época posterior a la derrota del Rey Rodrigo en la Batalla de Guadalete a manos de Táriq ibn Ziyad el pueblo quedaría abandonado. 
En la época de los Reinos de Taifas se puede encuadrar por extensión geográfica en la Taifa de Toledo. 
Durante la Reconquista fue zona de paso en constante cambio de bando según el ejército que la ocupara pudiendo suponer la última ocupación musulmana en los años posteriores de la batalla de Alarcos al ocurrir a menos de 30 km. 
Por la cercanía con Almodóvar del Campo es de suponer que sus destinos están ligados. Almodóvar fue arrebatado al califa almohade Muhammad an-Nasir en 1212 de manera definitiva, durante el reinado de Alfonso VIII de Castilla, poco tiempo antes de la batalla de las Navas de Tolosa.
Durante la época de esplendor de las minas de San Quintín, en el límite con Villamayor de Calatrava, la compañía minera SMMP construyó un poblado minero que llegó a tener 1406 habitantes, con servicios médicos, escuelas, farmacias, etc. También levantó una línea de ferrocarril que la conectaba con Puertollano. En la actualidad quedan escasos restos del poblado, algunas edificaciones industriales y todos los escombros de las balsas de decantación que forman una rara duna grisácea.

## Demografía
Cabezarados cuenta con una población de 297 habitantes (INE 2024).
| Gráfica de evolución demográfica de Cabezarados entre 1842 y 2021                                                   |
| |
| Población de derecho según los censos de población del INE Población de hecho según los censos de población del INE |

## Patrimonio

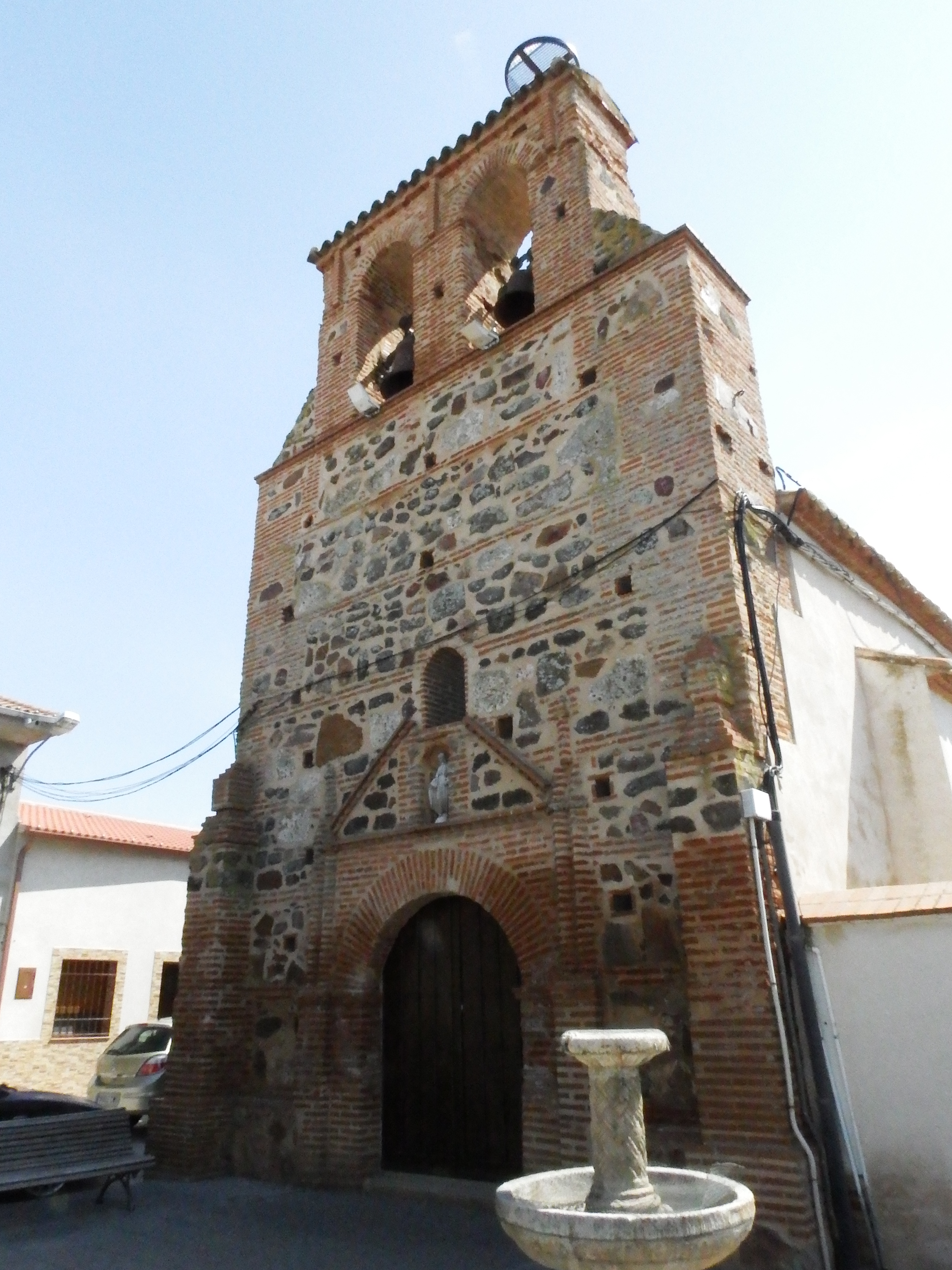
Iglesia

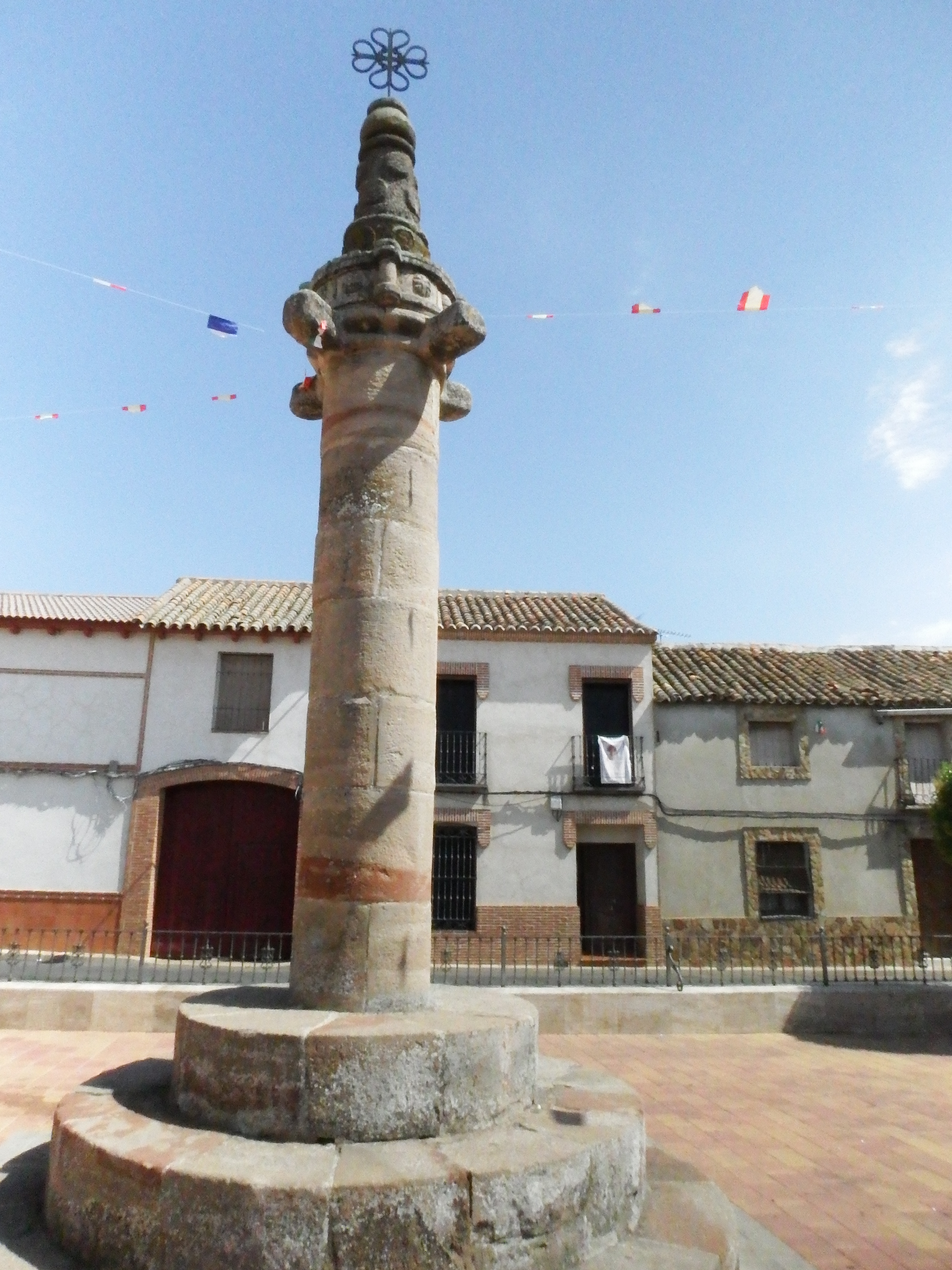
Rollo jurisdiccional

- Iglesia de San Juan Bautista, siglo XV.
- Rollo jurisdiccional del siglo XV. Las piezas quedaron desperdigadas en las diferentes casas del pueblo y finalmente se restauró en 1982.[3]
- El Pilar.
- Cueva del Moro, piedra escrita.
- Minas de San Quintín.
- Minas del Pleito.

También se encuentran referencias en «relaciones topográficas de Felipe II de 1575» al camino romano de Mérida a Almanza procedente de Gargantiel, Navalmedio y Villagutiérrez, encontrándose en la zona de Villagutiérrez unas minas romanas (término de Abenójar), si bien no se han estudiado y solo se puede sospechar de algún camino como «el cordel».
En las relaciones topográficas de Felipe II se mencionan varias atalayas, una población fortificada y una villa romana, pero actualmente ya no existen dichos restos.

## Fiestas
- San Isidro, se celebra el 15 de mayo.
- San Pantaleón, patrón declarado, se celebra el 27 de julio.
- Nuestra Señora de Finibusterre, patrona declarada, se celebra el 23 de agosto.
- Romería de Santa Quiteria, se celebra el 22 de mayo.[4]